# Golful Salerno

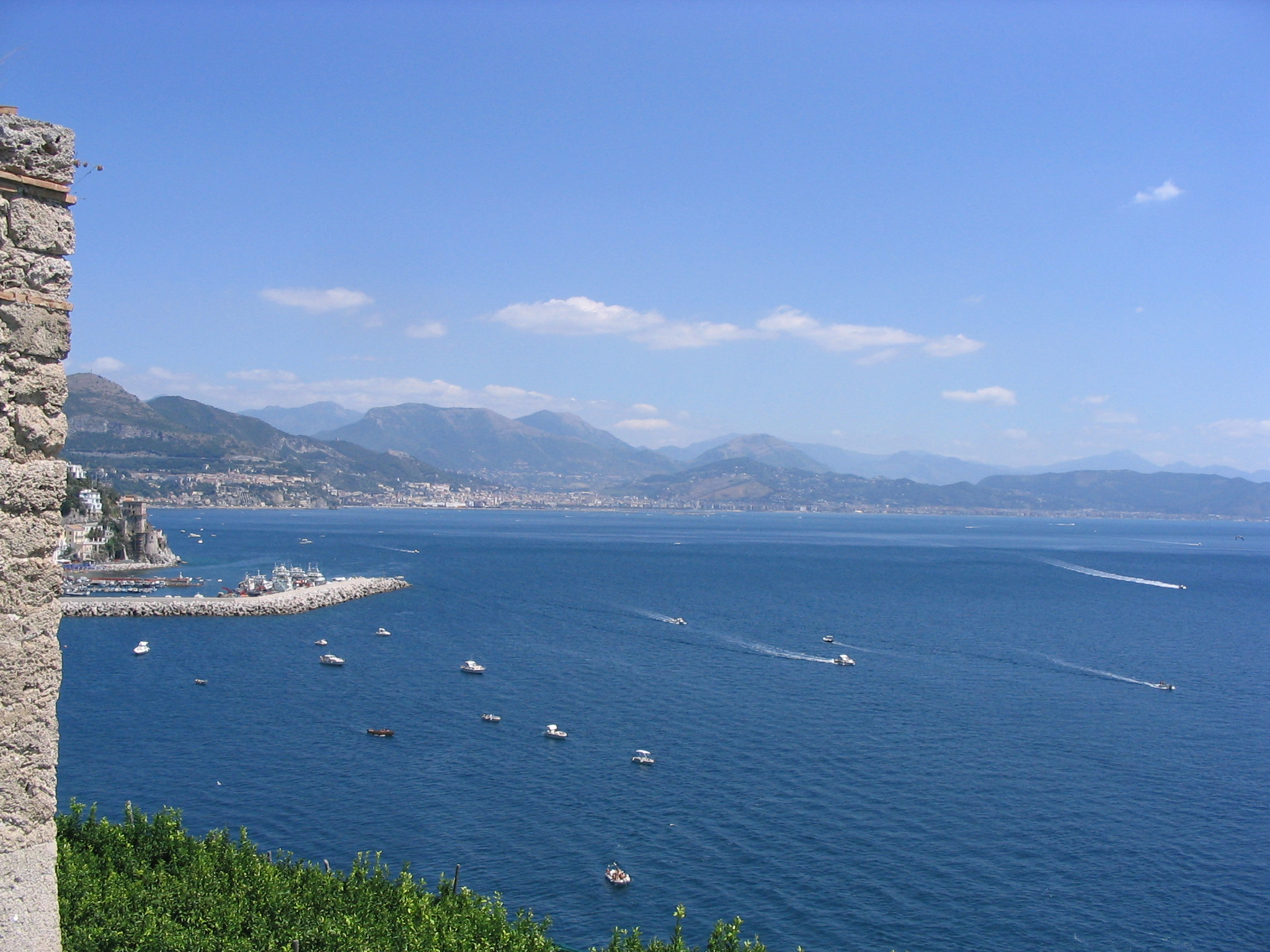
Golful Salerno văzut de pe Coasta Amalfitană.

Golful Salerno este un golf de la Marea Tireniană, situat pe coasta provinciei Salerno din sud-vestul Italiei. Pe coasta sa de nord se află Coasta Amalfitană, o importantă destinație turistică care cuprinde orașe ca Amalfi, Maiori, Positano și orașul Salerno.
Golful Salerno este separat de Golful Napoli (de la nord) prin Peninsula Sorrentină, în timp ce la sud este mărginit de coasta Cilento.